# Cebrio dubius
Cebrio dubius is een keversoort uit de familie Cebrionidae. De wetenschappelijke naam van de soort is voor het eerst geldig gepubliceerd in 1790 door P. Rossi.